# Pavo (Géorgie)
Pour les articles homonymes, voir Pavo.
Pavo est une ville américaine située dans les comtés de Brooks et de Thomas, en Géorgie. Selon le recensement de 2020, sa population est de 622 habitants.